# Купянская крепость
Купянская крепость — историческая деревянная крепость в Купянске Харьковской области.

## История
Основателем Купенской слободы в 1675—1676 годах был черкашенин Иван Трофимов, бежавший с группой переселенцев с Правобережной Украины на российскую территорию, спасаясь от насилия польско-литовских властей. Встречающаяся в некоторых документах и в историографии дата основания 1655 год ошибочна. Разрешение основать поселение Трофимов получил от белгородского воеводы Григория Ромодановского, который определил место нового поселения у впадения речки Купянки в Оскол. Городок был поставлен на правом берегу Оскола на значительной возвышенности (меловой горе), что обеспечивало хороший обзор местности, часто подвергавшейся крымско-ногайским нападениям. В 1680 году Купянск был включён в Изюмскую черту и стал частью Изюмского полка. Он сторожил два татарских брода — Осиновый и Калиновый. Его укрепления состояли из острожной стены длиной 177 м с одними воротами без башни и в целом оцениваются как слабые. У крепости отсутствовали какие-либо особые элементы фортифицации, не было колодца и тайника и она была слабо оснащена артиллерией. Вокруг крепости располагался небольшой посад, обнесённый линией надолб длиной 426 м.
В 1686—1687 годах крепость была перестроена и укреплена. Её периметр уменьшили до 138,5 м, однако острог сделали дубовым, а башен стало четыре (три наугольные и одна воротная). Почти квадратную цитадель окружал ров глубиной и шириной более 3 м. Вместо надолб была сделана полноценная вторая линия укреплений длиной 1054 м с двумя воротами, примыкавшая к кремлю с южной стороны. Артиллерийское вооружение крепости увеличилось. В кремле была возведена деревянная церковь Покрова Пресвятой Богородицы. 

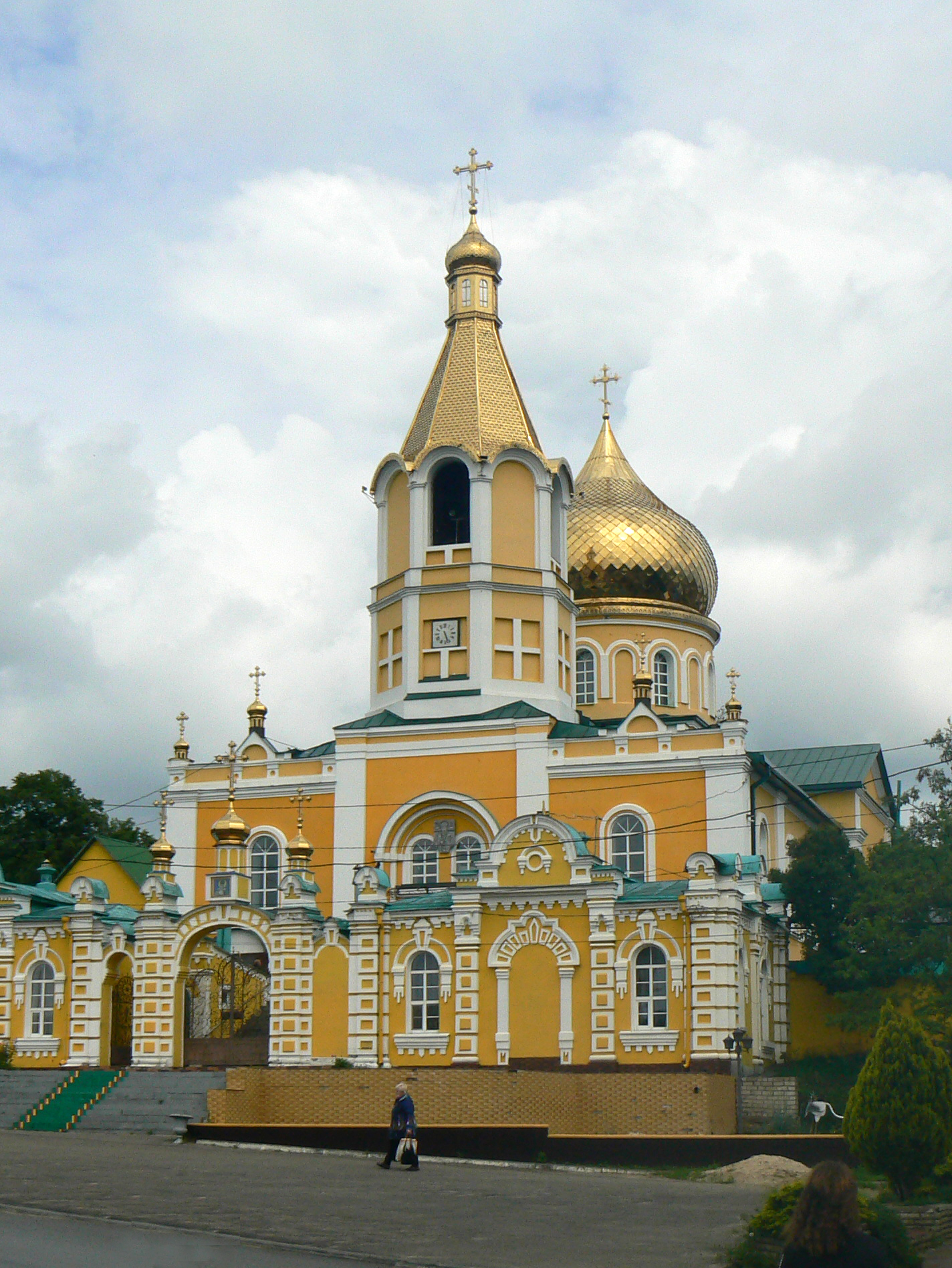
Николаевский собор на территории бывшей крепости

К середине XVIII века Купянск утратил военное значение, но городские укрепления сохранялись ещё долго. На плане Купянска 1767 года видно, что вторая линия обороны также была обнесена валом и рвом и имела уже восемь башен. В то же время, укрепления были уже весьма ветхими, о чём свидетельствуют проломы в южной и восточной стороне, обращённой к Осколу. Территория была густо застроена обывательскими дворами, видна рыночная площадь, а также ещё одна церковь — Никольская. Регулярный план Купянска, утверждённый в 1786 году, предусматривал сохранение укреплений города. О существовании остатков древней крепости говорится ещё в 1903 году, однако в настоящее время никаких следов укреплений в Купянске нет. Каменный Никольский собор (1852), построенный на территории крепости на месте одноимённой деревянной церкви, сохранился до наших дней.